# Evangelische Kirche (Goddelau)
Koordinaten: 49° 50′ 6,9″ N, 8° 29′ 52,4″ O
Die Evangelische Kirche in Goddelau, einem Stadtteil von Riedstadt in Hessen, Deutschland, ist eine evangelische Kirche im Stil des Barock und stammt aus dem 17. Jahrhundert. Auffällig ist ihr Schieferdach. Vor der Kirche steht eine historische Luther-Eiche, die ein Naturdenkmal ist.

## Geschichte
Die Kirche wurde 1606/1607 anstelle einer mittelalterlichen Heiligkreuzkapelle erbaut, welche wegen Baufälligkeit abgebrochen werden musste. Beim Kirchenneubau wurde ein Großteil des Abbruchmaterials wiederverwendet. Davon zeugt unter anderem der Sandsteinsturz über der Tür des Turmes.
Bei der letzten Renovierung 1979 wurden acht Grabplatten aus Sandstein gefunden, von denen die älteste auf das Jahr 1386 datiert wurde. Zeitgleich wurden auch mehrere Fußbodenplatten aus dem 12. Jahrhundert gefunden, welche im Zuge der Renovierungsarbeiten an den Seitenwänden des Gebäudes angebracht wurden.

## Architektur und Innenausstattung
Auffälliges Merkmal der kleinen Kirche ist der 1736 errichtete Torbogen zum Kirchengarten. Im Torbogen befindet sich das Wappen von Goddelau.
Die Innenausstattung ist schlicht gehalten. Der Orgelprospekt stammt aus dem Jahr 1750. Der Tauftisch wurde 1629 von einem lokalen Dorfschreiner gefertigt und wird von einer achteckigen Decke aus der Paramentenwerkstatt des Elisabethenstifts in Darmstadt geziert.